# 日本人ライダー一覧
日本人ライダー一覧（にほんじんライダーいちらん）では、モータースポーツの、2輪（オートバイ）競技で活躍した（活躍中も含む）日本人選手を取り上げる。

## あ
- 青山博一
- 青山周平
- 秋田貴志
- 秋吉耕佑
- 浅見貞男
- 東雅雄
- 熱田孝高
- 渥美心
- †阿部孝夫
- †阿部典史
- †安良岡健
- 新垣敏之
- 荒川晃大
- 青木宣篤
- 青木拓磨
- 青木治親
- 五百部徳雄
- 井内将太郎
- †井形マリ
- 井形とも子
- 池宮啓之
- †石川岩男
- †一ノ瀬憲明
- 井筒仁康
- 伊藤真一
- 伊藤巧
- †伊藤史朗
- †伊藤光夫
- 今里峰子
- 岩崎勝
- 岩堂博
- 岩橋健一郎
- 宇井陽一
- 上田昇
- 上野真一
- 宇川徹
- 宇田川勉
- 畝本久
- 浦野修充
- 江崎正
- 及川ルイ子
- 大久保光
- 大阪賢治
- 大迫嘉昭
- †大島正
- 大島行弥
- 岡崎静夏
- 岡田忠之
- 岡田義治
- 岡本裕生
- 岡谷雄太
- 小川友幸
- 小川裕之
- 奥村裕
- 小椋藍
- 小椋華恋
- †小倉直人
- †小関英吾
- 小谷徹
- 小沼賀代子
- 小野真央
- 尾野弘樹

## か
- 加賀山就臣
- 梶山采千夏
- 柏秀樹
- 糟野雅治
- 片野利沙
- 片山敬済
- 片山信二
- †片山義美
- 加藤義昌
- †加藤大治郎
- †加藤直樹
- †金谷秀夫
- 金安智彦
- †鎌田学
- 嘉陽哲久
- 河崎裕之
- 川島賢三郎
- 川村真理子
- 菊池寛幸
- †喜多祥介
- 北川圭一
- 北野元
- 木下恵司
- †木山賢悟
- 清成龍一
- 清原明彦
- †草間郁夫
- 久保まな
- 熊谷義貞
- 熊野正人
- 黒山健一
- 小泉栄
- 國分信宏
- 小島庸平
- †小関英吾
- 小園勝義
- 小西良輝
- 小林ゆき
- 小林大
- 小林直樹
- 小室旭
- 小山知良
- †近藤湧也

## さ
- 斉藤光雄
- 坂田和人
- 佐川健太郎
- 佐々木歩夢
- 佐取克樹
- 佐野新世
- 塩森俊修
- 島正人
- 島田進
- 嶋村健太
- †清水直樹
- 清水雅広
- 白石玲菜
- 杉本五十洋
- 鈴木大五郎
- 鈴木竜生
- †砂子義一
- †隅谷守男
- 関口太郎
- 千石清一
- 荘利光
- 宗和孝宏
- 須貝義行

## た
- 平忠彦
- †高井幾次郎
- 高島邦男
- 高杉奈緒子
- 高田孝慈
- †高橋国光
- 高橋巧
- 高橋裕紀
- 高濱龍一郎
- 高吉克郎
- 田口益充
- 武石伸也
- 武田雄一
- 多田喜代一
- †多田健蔵
- 田中太一
- 玉田誠
- 田村圭二
- 塚本昭一
- 塚本裕之
- 辻村猛
- 辻本聡
- 鶴田竜二
- 手島雄介
- 照屋則斗
- 東福寺保雄
- 徳野政樹
- †戸田蔵人
- †富沢祥也
- 鳥羽海渡
- 豊田浩史
- 豊永康平

## な
- †永井康友
- 中上貴晶
- 長島哲太
- 仲城英幸
- 中須賀克行
- 中野真矢
- 中原美海
- 中山愛理
- †中山翔太
- 名越哲平
- 行方知基
- 成田匠
- 成田亮 (モトクロス)
- 成田亮 (トライアル)
- 難波恭司
- 生見友希雄
- †沼田憲保
- 根本健
- 野崎史高
- 野左根航汰

## は
- 長谷川嘉久
- 長谷晴久
- 芳賀健輔
- 芳賀紀行
- 萩原紳治
- 馬場忠雄
- 濵村いぶき
- 原田哲也
- 原田伸也
- 東浦正周
- 東野貴行
- 匹田禎智
- 平塚庄治
- 廣瀬政幸
- 樋渡治
- 福田照男
- 福智学
- 藤井謙汰
- †藤井敏雄
- 藤田拓哉
- 藤波貴久
- 藤本泰東
- 藤原儀彦
- 古市肇
- 星野一義
- †堀ひろ子
- 堀良成
- 本間利彦
- 浜口俊之

## ま
- †前田淳
- 増田一将
- 町井邦生
- 町井義生
- 松井勉
- †松下ヨシナリ
- 松戸直樹
- †松本憲明
- 松本充治
- 松本康
- 眞子智実
- 丸山美由貴
- 三浦昇
- 水上泰佑
- 水谷勝
- 水野涼
- 光安鉄美
- 村瀬健琉
- 三原拓也
- 宮城光
- 宮坂賢
- 宮崎敦
- 宮崎祥司
- 深山昌紀
- 三好菜摘
- 毛利良一

## や
- 安田毅史
- 八代俊二
- 柳川明
- 山口辰也
- 山田純
- 山田誓己
- 山本隆
- 山本隆義
- 山本昌也
- 山本陽一
- 横江竜司
- 吉川和多留
- 吉友寿夫
- 屋比久大

## ら
- 梁明

## わ
- †若井伸之
- 和歌山利宏
- 和田将宏
- 渡辺明
- 渡辺篤
- 渡辺一樹
- 渡辺一馬
- 渡辺ユヰ